# The 14
Pour plus de détails, voir Fiche technique et Distribution.
The 14 est un film britannique réalisé par David Hemmings, sorti en 1973.

## Synopsis
Une mère de 14 enfants vivant dans la pauvreté tombe malade et les enfants se soudent pour faire face à la situation.

## Fiche technique
- Titre : The 14
- Réalisation : David Hemmings
- Scénario : Roland Starke
- Musique : Kenny Clayton
- Photographie : Ousama Rawi
- Montage : John Shirley
- Production : Frank Avianca et Robert Mintz
- Société de production : Avianca Productions
- Pays :  Royaume-Uni
- Genre : Drame
- Durée : 105 minutes
- Dates de sortie : 
  -  Royaume-Uni : juillet 1973

## Distribution
- Jack Wild : Reg
- June Brown : la mère
- Liz Edmiston : Sylvia
- John Bailey : M. Sanders
- Diana Beevers : Miss Field
- Alun Armstrong : Tommy
- Cheryl Hall : Reena
- Keith Buckley : M. Whitehead
- Anna Wing : Mme. Booth
- Tony Calvin : le père Morris
- Chris Kelly : Roy
- Frank Gentry : Terry
- Peter Newby : Billy
- Paul Daly : Freddy
- Richard Heywood : John
- Terry Ives : Mick
- Christopher Leonard : Eugene
- Sean Hyde : Brian
- Alfons Kaminsky : Paul
- Wayne Brooks : David
- Wayne Dyer : Mario
- Mark Lee Hughes : Alan

## Distinctions
Le film a été présenté en sélection officielle en compétition lors de la Berlinale 1973.